# Erhard Mielenhausen
Erhard Mielenhausen (Kassel, 17 ottobre 1942) è un economista tedesco.

## Biografia
Dopo essere cresciuto a Dransfeld e aver conseguito il diploma di scuola superiore a Gottinga, ha trascorso due anni come aspirante. In seguito, ha studiato economia e formazione aziendale all'Università Georg-August di Gottinga. È stato assistente universitario della cattedra di marketing e assistente ricercatore presso il Centro di ricerca collaborativo 24 "Wirtschafts- und sozialpsychologische Entscheidungsforschung" (Ricerca economica e socio-psicologica sulle decisioni) dell'Università di Mannheim. Nel 1975 ha conseguito il dottorato in economia e formazione aziendale presso la Facoltà di Economia e Statistica.
Mielenhausen è stato responsabile della ricerca sul commercio al dettaglio presso il gruppo di ricerca Roland Berger di Monaco. È diventato professore di economia aziendale generale presso l'Università di Scienze Applicate di Osnabrück di cui è stato rettore/presidente dal 1985 al 2010. Dal 1995 al 2001 è stato membro del Consiglio tedesco delle scienze e delle scienze umane e dal 2001 al 2007 vicepresidente della Conferenza dei rettori tedeschi.
È sposato e ha due figli.

## Premi e onorificenze
- 2010: Medaglia Emsland del distretto di Emsland;
- 2012: Medaglia Justus Möser della città di Osnabrück.

## Scritti (selezione)
- Marktfelder des Einzelhandels in urbanen Räumen. Konzeption einer regionsbezogenen Marktanalyse (= 	Betriebswirtschaftliche Schriften. H. 82). Duncker und Humblot, Berlin 1976, ISBN 3-428-03568-2.